# Chileskua
Die Chileskua (Stercorarius chilensis, Syn.: Catharacta chilensis) ist eine Vogelart aus der Familie der Raubmöwen (Stercorariidae). Sie bewohnt die Küsten des südlichen Südamerika vom südlichen Zentralchile (Concepción) und südlichen Argentinien (Departamento Deseado) bis zum südlichen Feuerland. 

## Merkmale
Die Chileskua erreicht eine Größe von 53 bis 58 Zentimetern, ein Gewicht von 1100 bis 1700 Gramm und eine Flügelspanne von 130 bis 138 Zentimetern. Das Rückengefieder ist braun, die Unterseite ist leuchtend zimtfarben. Die kleinen und mittleren Unterflügeldecken sind ebenfalls leuchtend zimtfarben. Vögel in allen Altersstufen haben eine dunkelbraune bis schwarze Haube, die bis kurz hinter die Augen reicht. Bei den Altvögeln kontrastiert die Färbung stark mit einem strohfarben gestrichelten Halsband und den Ohrdecken in derselben Färbung. Im Gegensatz zu anderen Skua-Arten, die schwarze Schnäbel besitzen, ist der Schnabel dieser Art hellblau mit einer dunklen Spitze. Die zimtfarbene Unterseite ist besonders bei den juvenilen Vögeln hervorgehoben. Bei den immaturen Vögeln ist sie bereits dunkler. Bei den juvenilen Vögel ist die strohfarbene Strichelung kaum sichtbar. Einzigartig für eine Raubmöwenart sind die möwenähnlichen stark gerandeten oder gebänderten Federn auf dem Rücken der juvenilen Vögel.

## Lebensraum
Die Chileskua bewohnt marine Lebensräume, hauptsächlich Küstengewässer, wo sie besonders in Meeresstraßen und Kanälen zu beobachten ist. Sie brütet auf Inseln und unbewohnten Küstenabschnitten in Chile und Argentinien.

## Lebensweise
Das Verhalten bei der Nahrungssuche ist weitgehend unerforscht. Die Art belagert Vogelkolonien und raubt die Eier und Küken oder sie plündert die Müllhalden in Patagonien. In der Gezeitenzone attackieren sie Dominikanermöwen (Larus dominicanus). Die Chileskua brütet in dichten möwenähnlichen Kolonien. Das Nest wird in den Boden geschabt und gewöhnlich mit abgestorbenen Gras ausgekleidet. Das Gelege besteht aus zwei Eiern aber gelegentlich auch nur aus einem Ei. Das Küken hat einfarbige hell rosa-grau-braune Daunen. Im Gegensatz zu anderen Raubmöwenarten ist die Chileskua Menschen gegenüber nicht angriffslustig.

## Wanderungen
Über die Zugwege ist nur wenig bekannt. Offenbar überwintert die Art im April nordwärts entlang der Küsten von Argentinien, der Falklandinseln und Chile bis ins nördliche und südliche Peru und kehrt im Oktober in ihre Brutgebiete zurück.

## Status
Die IUCN stuft die Chileskua in die Kategorie „nicht gefährdet“ (least concern) ein. Die Populationsgröße ist unbekannt, sie wird aber auf mehrere tausend Paare geschätzt. Die Populationsentwicklung und die Änderungen der Größe der Brutgebiete sind kaum erforscht. Gefährdungen sind nicht bekannt, jedoch ist es möglich, dass Eier und Küken von Menschen eingesammelt werden.